# Kevin McKenna
Pour les articles homonymes, voir McKenna.
Cet article concerne le joueur canadien de football. Pour le chef d'état-major de l'IRA provisoire, voir Kevin McKenna (PIRA).
Kevin James McKenna est un joueur canadien de football né le 21 janvier 1980 à Calgary. Il évolue au poste de défenseur  de la fin des années 1990 au milieu des années 2010.
Après des débuts professionnels au FC Energie Cottbus, il joue ensuite au Heart of Midlothian et au FC Cologne.
Il compte soixante-deux sélections pour onze buts inscrits avec l'équipe nationale

## Carrière
- 1998-2001 :  Energie Cottbus
- 2001-2005 :  Heart of Midlothian
- 2005-2007 :  Energie Cottbus
- Depuis 2007 :  FC Cologne[1],[2],[3]

## Palmarès
- Troisième de la Gold Cup 2002 avec le Canada.